# (1455) Mitchella
(1455) Mitchella es un asteroide que forma parte del cinturón de asteroides y fue descubierto por Alfred Bohrmann el 5 de junio de 1937 desde el observatorio de Heidelberg-Königstuhl, Alemania.

## Designación y nombre
Mitchella se designó inicialmente como 1937 LF.
Más adelante, fue nombrado en honor de la astrónoma estadounidense Maria Mitchell (1818-1889).

## Características orbitales
Mitchella orbita a una distancia media de 2,247 ua del Sol, pudiendo acercarse hasta 1,968 ua. Tiene una inclinación orbital de 7,755° y una excentricidad de 0,1243. Emplea 1230 días en completar una órbita alrededor del Sol.